# Maud Banks
Pour les articles homonymes, voir Banks.
Maud Banks, née le 9 septembre 1880 à Stoke Newington et morte le  1er mars 1958 à St Albans, était une joueuse de tennis américaine de la fin du XIXe siècle et début du XXe siècle.
En 1899, elle a atteint la finale de l'US Women's National Championship, battue par Marion Jones. Maud Banks s'est aussi illustrée au tournoi de Cincinnati, remportant le simple dames en 1902.

## Palmarès (partiel)

### Titre en simple dames
| No | Date | Nom et lieu du tournoi            | Catégorie | Surface    | Finaliste         | Score    |  |
| -- | ---- | --------------------------------- | --------- | ---------- | ----------------- | -------- |  |
| 1  | 1902 | Cincinnati tournament, Cincinnati |           | Dur (ext.) | Winona Closterman | 6-2, 6-1 |  |

### Finales en simple dames
| No | Date       | Nom et lieu du tournoi                  | Catégorie | Surface      | Vainqueure     | Score              |          |
| -- | ---------- | --------------------------------------- | --------- | ------------ | -------------- | ------------------ | -------- |
| 1  | 21-06-1899 | US National Championships, Philadelphie | G. Chelem | Gazon (ext.) | Marion Jones   | 6-1, 6-1, 7-5      | Parcours |
| 2  | 1900       | Cincinnati tournament, Cincinnati       |           | Dur (ext.)   | Myrtle McAteer | 6-4, 6-8, 6-2, 6-3 |          |

### Titres en double dames
| No | Date | Nom et lieu du tournoi           | Catégorie | Surface    | Partenaire      | Finalistes                     | Score    |  |
| -- | ---- | -------------------------------- | --------- | ---------- | --------------- | ------------------------------ | -------- |  |
| 1  | 1900 | Cincinnati tournament Cincinnati |           | Dur (ext.) | Myrtle McAteer  | Winona Closterman Mardi Hunt   | 6-1, 6-0 |  |
| 2  | 1902 | Cincinnati tournament Cincinnati |           | Dur (ext.) | Hallie Champlin | Winona Closterman Carrie Neely | 6-2, 7-5 |  |

### Finales en double dames
| No | Date       | Nom et lieu du tournoi                 | Catégorie | Surface      | Vainqueures                    | Partenaire        | Score         |          |
| -- | ---------- | -------------------------------------- | --------- | ------------ | ------------------------------ | ----------------- | ------------- | -------- |
| 1  | 21-06-1899 | US National Championships Philadelphie | G. Chelem | Gazon (ext.) | Jane Craven Myrtle McAteer     | Elizabeth Rastall | 6-4, 6-1, 7-5 | Parcours |
| 2  | 21-06-1902 | US National Championships Philadelphie | G. Chelem | Gazon (ext.) | Juliette Atkinson Marion Jones | Winona Closterman | 6-2, 7-5      | Parcours |

### Finale en double mixte
| No | Date       | Nom et lieu du tournoi                 | Catégorie | Surface      | Vainqueures              | Partenaire | Score         |          |
| -- | ---------- | -------------------------------------- | --------- | ------------ | ------------------------ | ---------- | ------------- | -------- |
| 1  | 15-06-1897 | US National Championships Philadelphie | G. Chelem | Gazon (ext.) | Laura Henson D. Magruder | A. Griffin | 6-4, 6-3, 7-5 | Parcours |

## Parcours en Grand Chelem (partiel)
Si l’expression « Grand Chelem » désigne classiquement les quatre tournois les plus importants de l’histoire du tennis, elle n'est utilisée pour la première fois qu'en 1933, et n'acquiert la plénitude de son sens que peu à peu à partir des années 1950.

### En simple dames
| Année | - | - | Championnat de France | Championnat de France | Wimbledon | Wimbledon | US National    | US National    |
| ----- | - | - | --------------------- | --------------------- | --------- | --------- | -------------- | -------------- |
| 1896  | - | - | -                     | -                     | -         | -         | 1er tour (1/8) | Edith Rotch    |
| 1897  | - | - | -                     | -                     | -         | -         | 1/4 de finale  | J. Atkinson    |
| 1898  | - | - | -                     | -                     | -         | -         | 1/4 de finale  | Helen Crump    |
| 1899  | - | - | -                     | -                     | -         | -         | Finale         | Marion Jones   |
| 1900  | - | - | -                     | -                     | -         | -         | 1/2 finale     | Myrtle McAteer |
| 1902  | - | - | -                     | -                     | -         | -         | 1er tour (1/8) | Marie Wimer    |

À droite du résultat, l’ultime adversaire.

### En double dames
| Année | - | - | Championnat de France | Championnat de France | Wimbledon | Wimbledon | US National            | US National              |
| ----- | - | - | --------------------- | --------------------- | --------- | --------- | ---------------------- | ------------------------ |
| 1897  | - | - | -                     | -                     | -         | -         | 1/2 finale Edith Rotch | J. Atkinson K. Atkinson  |
| 1898  | - | - | -                     | -                     | -         | -         | 1/2 finale Ethel Steel | Carrie Neely Marie Wimer |
| 1899  | - | - | -                     | -                     | -         | -         | Finale E. Rastall      | Jane Craven M. McAteer   |
| 1900  | - | - | -                     | -                     | -         | -         | 1/2 finale E. Rastall  | M. McAteer Marie Wimer   |
| 1902  | - | - | -                     | -                     | -         | -         | Finale W. Closterman   | J. Atkinson Marion Jones |

Sous le résultat, la partenaire ; à droite, l’ultime équipe adverse.

### En double mixte
| Année | - | - | Championnat de France | Championnat de France | Wimbledon | Wimbledon | US National       | US National              |
| 1897  | - | - | -                     | -                     | -         | -         | Finale A. Griffin | Laura Henson D. Magruder |

Sous le résultat, le partenaire ; à droite, l’ultime équipe adverse.